# Profilattico femminile

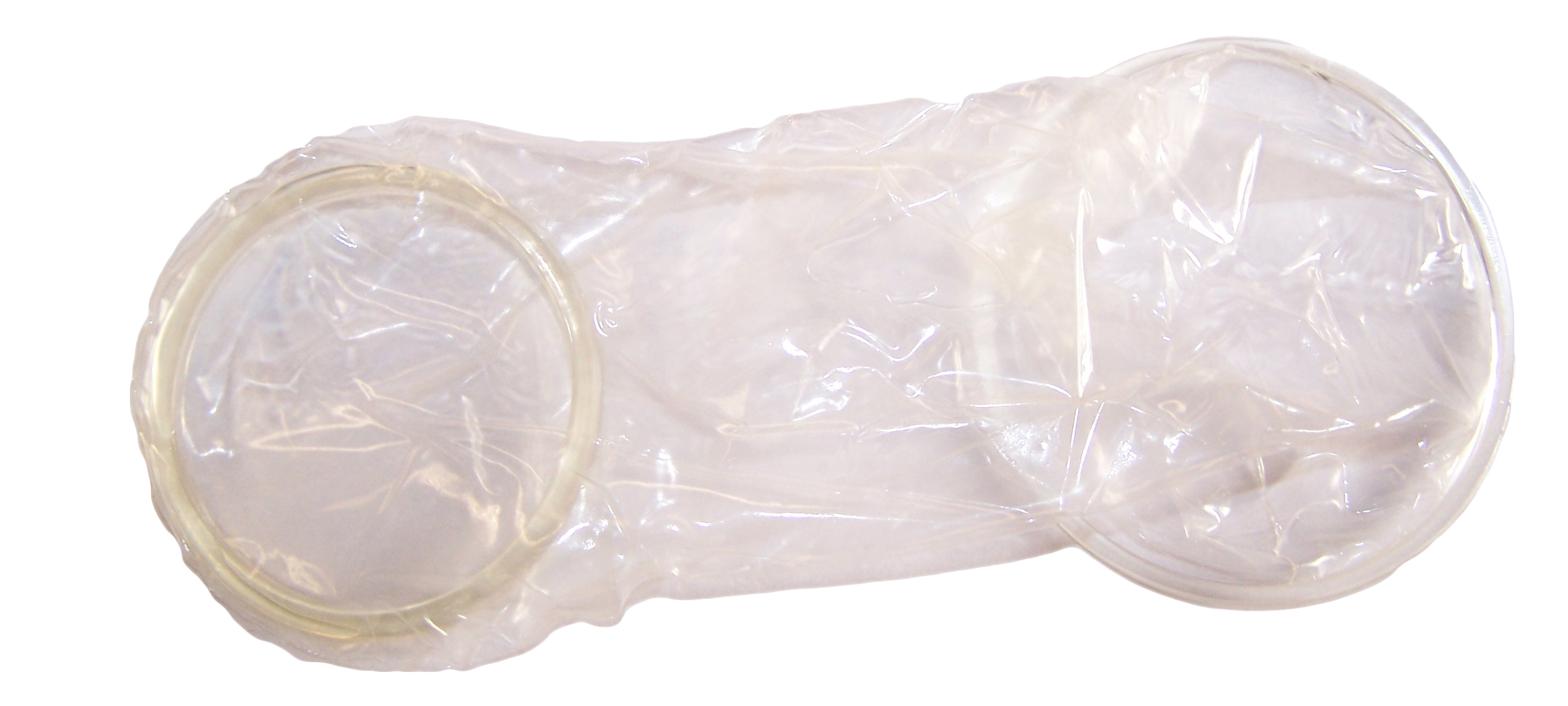
Preservativo femminile aperto

Il profilattico femminile, o femidom, è uno strumento contraccettivo che ha anche la funzione di protezione nei confronti di malattie sessualmente trasmissibili; è stato approvato dalla Food and Drug Administration nel 1993.

## Composizione e uso
Il femidom si compone di tre parti: due anelli flessibili uniti insieme da una guaina di circa 17 cm; uno dei due anelli è ermeticamente chiuso all'estremità.
Va usato una sola volta e può essere inserito in vagina anche alcune ore prima del rapporto. Alla fine del rapporto non è necessario estrarlo subito. 
Non va confuso con il dental dam (o fazzoletto di lattice), usato per i rapporti orogenitali, e che non è un metodo contraccettivo ma di prevenzione delle malattie sessualmente trasmissibili.

## Materiale
Il femidom di prima generazione era realizzato in materiale poliuretano, mentre quello di seconda generazione è creato da un derivato del lattice (il nitrile).

## La prevenzione in Italia
Nel "XIX Congresso Nazionale AIDS e Sindromi correlate" dell'Anlaids del 21 - 23 ottobre 2005 è stato presentato lo studio coordinato da Laura Spizzichino dell'Unità Operativa Aids della ASL Roma E., secondo il quale su un campione di 2500 donne sieropositive il 60% avrebbe contratto il virus HIV per via di rapporti a rischio non protetti.
Sul preservativo femminile il presidente dell'Anlaids, il professor Fernando Aiuti, ha dichiarato che «è molto importante perché rompe un tabù. Quando sarà introdotto in Italia, consentirà alla donna di liberarsi dalla condizione di sudditanza nei confronti dell'uomo. Si libera dalla volontà egoistica del partner che spesso non vuol usare il preservativo».
La LILA, Lega Italiana per la Lotta contro l'Aids, per la Festa della donna del 2008 si è impegnata nella promozione del preservativo femminile, anche con la distribuzione gratuita del femidom; il presidente Filippo Manassero ha dichiarato che: « siamo consapevoli che il Femidom non rappresenta la soluzione del problema, ma ci sembra comunque importante farlo conoscere e impegnarci perché si possa trovare facilmente e a un prezzo equo in farmacia»
La Campagna Paper Dolls promuove il programma per l'accesso universale al preservativo femminile (UAFC - Universal Access to Female Condom). Partita con progetti pilota in Nigeria e Camerun, in Italia è stata lanciata da AIDOS, Associazione italiana donne per lo sviluppo.

## Efficacia
Se usato correttamente, il profilattico femminile ha una percentuale di fallimento del 5%. Questa percentuale sale al 21% in caso di un uso scorretto.
Vantaggi
Alcuni dei vantaggi del profilattico femminile rispetto agli altri metodi contraccettivi:
- permette di distribuire il senso di responsabilità della prevenzione
- può essere utilizzato anche in caso di allergia al lattice
- può essere utilizzato con lubrificanti a base oleosa o a base di acqua
- non influisce sugli eventi ormonali
- si può acquistare in farmacia
- non necessita di una prescrizione medica
- può aumentare il piacere, in quanto l'anello esterno può stimolare il clitoride e il pene durante il rapporto vaginale
- rimane stabile indipendentemente dall'erezione

Svantaggi
Alcune donne preferiscono altri metodi contraccettivi al profilattico femminile perché:
- può causare irritazione di vagina, vulva, pene o ano
- può scivolare all'interno della vagina durante un rapporto vaginale, o all'interno dell'ano durante un rapporto anale
- la sensibilità durante il rapporto può risultare ridotta